# Telmatoscopus norrisi
Telmatoscopus norrisi är en tvåvingeart som beskrevs av Satchell 1953. Telmatoscopus norrisi ingår i släktet Telmatoscopus och familjen fjärilsmyggor. Inga underarter finns listade i Catalogue of Life.